# New York State Route 17B
New York State Route 17B ist eine State Route, deren Verlauf vollkommen innerhalb des Sullivan Countys in New York liegt. Sie beginnt in Callicoon am westlichen Ende der Strecke und endet direkt nördlich von Monticello im Osten an der Kreuzung mit der New York State Route 17. 

## Streckenbeschreibung

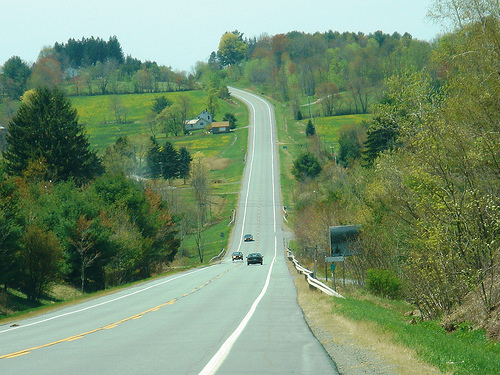
State Route 17B zwischen White Lake und Monticello.

Vom Endpunkt an der Kreuzung mit der New York State Route 97 steigt die State Route 17B auf einem gewundenen Kurs aus dem Tal des Delaware Rivers, ganz gleich den übrigen State Routes in dieser dünnbesiedelten Ecke des Bundesstaates New York. New York State Route 52A, die erste andere State Route, mit der NY 17B sich trifft, zweigt nach acht Kilometern nach Norden ab. New York State Route 52 verbindet sich ein Stück weiter mit NY 17B. Für einige hundert Meter verlaufen beide Straßen gemeinsam, dann setzt NY 152 ihren Weg südwärts nach Narrowsburg fort, während NY 17B nach Osten zu strebt. Die breite Straße in gutem Zustand führt durch nahezu offenes Farmland. Nach weiteren elf Kilometern nähert sich die New York State Route 55 von Norden. Für rund 1200 Meter gemeinsam verlaufen beide Straßen durch White Lake, bevor sie sich wieder trennen, an einer nur dürftig ausgebauten Kreuzung, die das Zentrum von White Lake bildet. Es ist dem Ferienort Smallwood südlich zu verdanken, dass in den Sommermonaten der Verkehr hier zunimmt.
NY 17B setzt den Weg ostwärts für weitere elf Kilometer fort, bevor an der New York State Route 17 der Monticello Raceway an seinem westlichen Ende erreicht wird.

## Geschichte
Zwischen Fosterdale und Monticello folgt die State Route 17B der Strecke des alten Newburgh-Cochecton Turnpikes, dem an anderer Stelle heute die State Route 17 folgt und, etwas neuer an Newburgh, die New York State Route 17K.
NY 17B wurde bei der Neunummerierung der State Routes 1930 zwischen Monticello und Callicoon und auf der Route der heutigen New York State Route 97 zwischen Callicoon und Hancock festgelegt. Die Strecke wurde zwischen 1938 und 1946 an ihren heutigen westlichen Endpunkt beschnitten.